# Кръстници вълшебници – Филмът: Тими Търнър, порасни!
„Тими Търнър, порасни!“ (на английски: A Fairly Odd Movie: Grow Up, Timmy Turner!) е американско-канадско игрално-анимационен телевизионен филм от 2011 г., който е базиран на анимационния сериал „Кръстници-вълшебници“. Премиерата на филма е излъчена по канала Nickelodeon на 9 юли 2011 г. по случай 10-годишния юбилей от премиерата на сериала. За разлика от предишните анимационни филма на поредицата, филмът съдържа екшън на живо и анимация. Телевизионния филм е гледан от 5.8 млн. зрители по време на оригиналното му излъчване.
Режисьор е Савидж Стийв Холанд, сценарият е на Бъч Хартман и Скот Фелоус, и във филма участват Дрейк Бел (който играе 23-годишния Тими Търнър), Даниела Монет, Стивън Уебър, Джейсън Александър, Шерил Хайнс, Терил Ротъри, Даран Норис, Сюзън Блейксли, Тара Стронг, Дейвид Люис, Марк Гибсън и Ранди Джаксън.
Филмът е издаден на DVD в регион 1 от Nickelodeon Studios на 11 юли 2011 г., а след това е издаден на Blu-ray на 4 декември 2015 г.
На 14 март 2012 г. Nickelodeon анонсира продължение за филма – „Доста странна Коледа“, който е излъчен премиерно в коледните празници през 2012 г., а третият филм – „Кръстници в рая“ е излъчен премиерно на 2 август 2014 г.

## Актьорски състав
- Дрейк Бел – Тими Търнър
- Даниел Монет – Тути[5]
- Стивън Уебър – Хю Дж. Магнат младши
- Джейсън Александър – Игралния Космо
- Шерил Хайнс – Игралната Уанда
- Даран Норис – Анимационния Космо (глас)/господин Търнър
- Сюзън Блейксли – Анимационната Уанда (глас)
- Тара Стронг – Пуф (глас – бебешки шум)
- Ранди Джаксън – Пуф (глас – говорещ)
- Терил Ротъри – госпожа Търнър
- Марк Гибън – Юрген
- Дейвид Люис – Дензъл Крокър
- Джеси Рийд – Ай Джей
- Крис Андерсън – Честър МакБадат
- Девън Уийгъл – Вики
- Кристи Лайнг – Джанис
- Оливия Стийл-Фалконър – Кейти
- Дариън Провост – Хауи
- Куайам Девджи – Рави
- Диего Мартинез – Мишка
- Бъч Хартман – Сервитьор
- Серж Хауд – кметът на Димсдейл
- Харисън Хауд – Ученик
- Никола Андерсън – Агент по недвижимите имоти

## Продължения
Двайсет дни след премиерата на филма по Nickelodeon, създателят на „Кръстници-вълшебници“ Бъч Хартман съобщи, че работи по идеите за продължението на „Тими Търнър, порасни!“. На 14 март 2012 г. по време на ъпфронта на Nickelodeon за 2012-2013 г., продължението на първият игрален ТВ филм от 2011 г. е обявен. Продължението, озаглавено „Доста странна Коледа“ е излъчено на 29 ноември 2012 г., и през 2013 г. е обявено третото и последно продължение на поредицата със заглавието „Кръстници в рая“, който е излъчен премиерно на 2 август 2014 г.

## В България
В България филмът за първи път е излъчен по локалната версия на „Никелодеон“.
През 2022 г. е достъпен в стрийминг платформата SkyShowtime, озаглавен като „Кръстници вълшебници – Филмът: Тими Търнър, порасни!“.

### Нахсинхронен дублаж
| Роля                      | Изпълнител       |
| ------------------------- | ---------------- |
| Тими Търнър               | Живко Джуранов   |
| Тути                      | Татяна Етимова   |
| Космо                     | Георги Стоянов   |
| Уанда                     | Светлана Смолева |
| Вики                      | Светлана Смолева |
| Член на съвета на феите 1 | Светлана Смолева |
| Госпожа Търнър            | Яна Огнянова     |
| Ученик доброволец         | Яна Огнянова     |
| Джанис                    | Яна Огнянова     |
| Господин Търнър           | Явор Караиванов  |
| Господин Дензъл           | Христо Бонин     |
| Член на съвета на феите 2 | Христо Бонин     |
| Юрген фон Странгъл        | Николай Пърлев   |
| Кметът на Димздейл        | Николай Пърлев   |
| Честър Макбадат           | Росен Русев      |
| Пират                     | Росен Русев      |
| Хю Джей Магнат младши     | Тодор Георгиев   |
| Ей Джей                   | Петър Бонев      |
| Пуф с мъжки глас          | Петър Бонев      |

| Обработка              | Александра Аудио |
| ---------------------- | ---------------- |
| Изпълнителен продуцент | Васил Новаков    |
| Преводач               | Моника Спасова   |
| Тонрежисьор            | Георги Тончев    |
| Режисьор на дублажа    | Петър Бонев      |